# Mijn man kan alles
Mijn man kan alles is een Nederlands televisieprogramma, dat werd uitgezonden op SBS6. De presentatie lag in handen van Nance Coolen en Henkjan Smits. Het programma werd uitgezonden van vrijdag 22 april 2011 t/m vrijdag 10 juni 2011.

## Opzet
Vier vrouwen denken dat hun man alles kan. De vrouwen moeten inschatten of hun man de opdracht aankan. Ze moeten fiches inzetten. Als een man de opdracht goed voltooit, zijn de fiches voor hun team. Als de man de opdracht niet goed voltooit, worden de fiches verdeeld over de andere teams.

## Ronden
In Mijn man kan alles zijn drie ronden. Na de eerste ronde valt het team met de minste punten af. In de tweede ronde gebeurt hetzelfde. Wie de finale wint, is de winnaar.

## Kijkcijfers
| Uitzending: | Datum:                | Kijkcijfers     | Plek Top 25: |
| ----------- | --------------------- | --------------- | ------------ |
| 1           | Vrijdag 22 april 2011 | 558.000 kijkers | 24           |
| 2           | Vrijdag 29 april 2011 | 478.000 kijkers | 21           |
| 3           | Vrijdag 6 mei 2011    | 480.000 kijkers | 23           |
| 4           | Vrijdag 13 mei 2011   | 378.000 kijkers | 25           |
| 5           | Vrijdag 20 mei 2011   | 289.000 kijkers | -            |
| 6           | Vrijdag 27 mei 2011   | 304.000 kijkers | -            |
| 7           | Vrijdag 3 juni 2011   | 400.000 kijkers | 18           |
| 8           | Vrijdag 10 juni 2011  | 308.000 kijkers | 23           |

Omdat het programma teleurstellende kijkcijfers had, kwam er geen tweede seizoen van het programma.